# Regina Gradenigo
Regina Gradenigo, auch Regina Gradenigo Vendramin (* vor 1409 in Venedig; † nach 1479 ebenda), war durch die Heirat mit dem Dogen Andrea Vendramin während seiner Amtszeit vom 5. März 1476 bis zu seinem Tod zwei Jahre und einen Tag später Dogaressa der Republik Venedig.

## Leben

### Herkunft, eigene Familie
Regina Gradenigo di Andrea stammte aus einer Familie, die bereits Dogen gestellt hatte; sie war eine Nachfahrin des Dogen Bartolomeo Gradenigo. 1426 heiratete sie Andrea Vendramin. Dessen Familie war erst 1381 im Zuge des Chioggia-Krieges in den Stand der Nobili erhoben worden. Mit dieser Ehe erlangten die Vendramin also höchstes Ansehen, das die Voraussetzung zur späteren Wahl zum Dogen war.
Das Paar hatte sechs Söhne und mindestens vier, wenn nicht sechs Töchter. Ihre Namen sind allesamt überliefert. Die Söhne hießen Bartolo (Bartolomeo), Nicolò, Alvise († 1491, er heiratete 1466 Cecilia Morosini di Simone; das Paar hatte drei Kinder), Giovanni Francesco, Paolo und Girolamo, die Töchter Felicita, Orsa, Clara und Taddea, möglicherweise auch noch zwei weitere namens Angela und Elena.

### Dogaressa (1476–1478)
Ihr feierlicher Einzug in den Dogenpalast ist nur durch ein Gemälde des 18. Jahrhunderts belegt, das sich seit 1879 im Museo Correr befindet (sala 10, n. 48). Nach Maximilian Tondro wurde der Auftrag für das Gemälde, das die Dogaressa in der Kleidung des 16. Jahrhunderts darstellt, von Pietro Gradenigo (1695–1776) an Jan van Grevenbroeck (1731–1807) vergeben. Dieser schuf ein Kompendium über venezianische Mode. Auf dem Gemälde heißt es:

„REGINA GRADONICO ANDREAE VENDRAMENI PRINCIPIS VXOR SENIORIBVS

AC PROPINQVIS COMITATA INGENTI POPVLI PLAVSV REGIAM

AVLAM INGREDITVR MCCCCLXXVI.“

Ihr Mann unternahm als Doge nichts, als der gemeinsame Sohn Bartolo, der auf sein Landgut in Latisana verbannt worden war, 1477 ohne Erlaubnis nach Venedig zurückkehrte. Erst als der Savio di Terraferma Ludovico Lando den Skandal im Senat bekannt machte, sah sich der Doge gezwungen, entschlossen vorzugehen.
In ihrem Testament vom 30. Juli 1479 verfügte sie ihr Begräbnis im Konvent von San Domenico. Auf sie gehen die Familienzweige (rami) der Vendramin genannt dei Carmini sowie die Vendramin di S. Marcuola zurück, die allerdings bereits vor dem 19. Jahrhundert ausstarben.
Ihre Enkel forderten die Rückgabe der Mitgift ihrer Großmutter.